# Steve Barron
Steve Barron (Dublín, 4 de mayo de 1956) es un cineasta y director de vídeos musicales irlandés. Es reconocido por haber dirigido los videoclips de canciones muy extendidas mundialmente, como «Billie Jean», de Michael Jackson; «Africa», de Toto; «Money for Nothing», de Dire Straits o «Take on me», de A-ha. Es director, además, de diversos largometrajes como Las tortugas ninja (1990), Coneheads (1993) o Pinocho, la leyenda (1996).

## Biografía

### Primeros años
Barron nació en Dublín el 4 de mayo de 1956, hijo de la cineasta Zelda Barron (1929-2006) y del actor Ron Barron. Tiene ascendencia inglesa y rusa, por parte de su madre. Los padres de Barron se casaron en 1953, divorciándose tiempo después. Cuenta con una hermana mayor llamada Siobhan. Barron fue criado en Londres y asistió a la Escuela de Gramática de Marylebone.

### Carrera

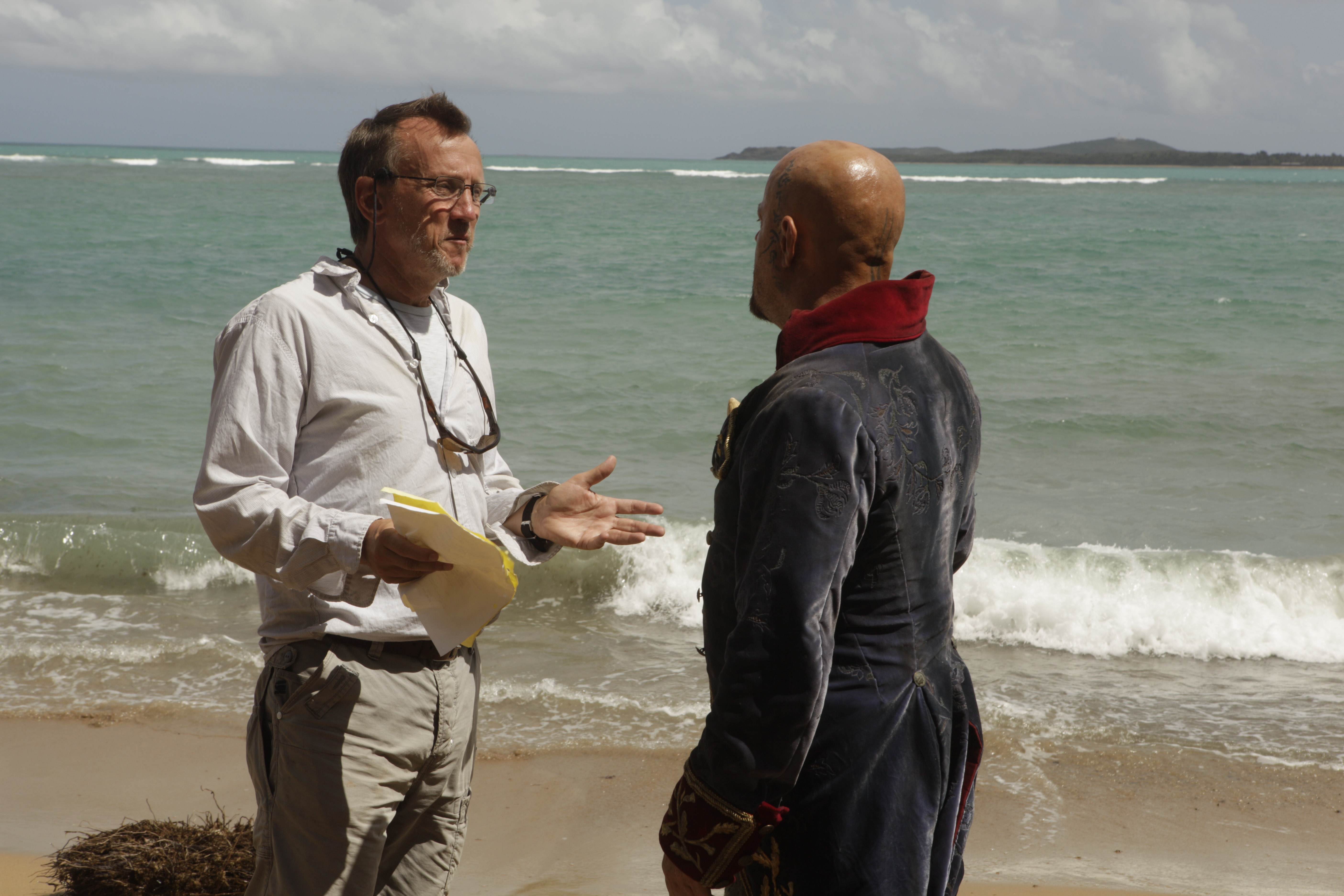
Barron en el set de la serie de televisión La Isla del Tesoro de 2012

Barron hizo su debut como director de vídeos musicales en 1979 con «Time for Action», de Secret Affair, participando asimismo en sus sucesivos singles, como «My World» o «Sound of Confusion». Paralelamente, dirigió videoclips para otros artistas como «Billie Jean», de Michael Jackson; «Burning Up», de Madonna; «Money for Nothing», de Dire Straits y «Take on Me», de A-ha, los cuales se convertirían en modelo para vídeos posteriores durante los primeros años de la MTV, considerados todavía como unos de los mejores de la historia. Fundó, además, la productora Limelight junto a su hermana Siobhan y Adam Whitaker.
En 1984, dirige la comedia de ciencia ficción Electric Dreams, además de dirigir varios episodios de la serie de televisión The Storyteller. A partir de los 90, volvería a la pantalla grande con películas como Las tortugas ninja (1990), Pinocho, la leyenda (1996), Rat (2000) y Mike Bassett: England Mananger (2001). Barron ha dirigido, además, varias miniseries galardonadas, como Merlin (1998), Las mil y una noches (2000) y Dreamkeeper (2003), para Hallmark Entertrainment. En julio de 2010, se reveló que Barron regresaría a los vídeos musicales, dirigiendo «Butterfly, Butterfly», el entonces último videoclip de A-ha.

## Filmografía

### Cine
| Año  | Título                        | Director | Productor | Guionista | Notas       |
| ---- | ----------------------------- | -------- | --------- | --------- | ----------- |
| 1984 | Electric Dreams               | Sí       |           |           |             |
| 1990 | Las tortugas ninja            | Sí       |           |           |             |
| 1993 | Coneheads                     | Sí       |           |           |             |
| 1996 | The Adventures of Pinocchio   | Sí       |           | Sí        |             |
| 2000 | Rat                           | Sí       | Sí        |           |             |
| 2001 | Mike Bassett: England Manager | Sí       | Sí        |           |             |
| 2006 | Choking Man                   | Sí       | Sí        | Sí        |             |
| 2008 | The Day After Peace           |          | Sí        |           | Coproductor |
| 2016 | Brahman Naman                 |          | Sí        |           |             |
| 2019 | Supervized                    | Sí       | Sí        |           |             |

### Operador de cámara
- Trauma (1976)
- Los duelistas (1977)
- A Bridge Too Far (1977)
- Superman (1978) (No acreditado)

### Productor ejecutivo
- El especialista (1994)
- Mientras dormías (1995)
- Peace One Day (2004) (Documental)

### Televisión
| Año       | Título                | Director | Productor ejecutivo | Notas                                                     |
| --------- | --------------------- | -------- | ------------------- | --------------------------------------------------------- |
| 1987–1988 | The Storyteller       | Sí       |                     | Episodios: "Hans My Hedgehog", "Fearnot", and "Sapsorrow" |
| 1994–2001 | ReBoot                |          | Sí                  |                                                           |
| 1998      | Merlin                | Sí       |                     | Miniserie                                                 |
| 2000      | Arabian Nights        | Sí       |                     | Miniserie                                                 |
| 2003      | Dreamkeeper           | Sí       |                     | Telefilme                                                 |
| 2005      | Mike Bassett: Manager |          | Sí                  |                                                           |
| 2010      | The Road Ahead        | Sí       |                     | Telefilme                                                 |
| 2012      | Treasure Island       | Sí       |                     | Miniserie                                                 |
| 2013      | Delete                | Sí       | Sí                  | Miniserie                                                 |
| 2016–2017 | The Durrells in Corfu | Sí       |                     |                                                           |

### Videoclips
- A-ha – «Take On Me» (1985), «The Sun Always Shines on T.V.» (1985), «Hunting High and Low» (1986), «Cry Wolf» (1986), «Manhattan Skyline» (1987), «The Living Daylights» (1987), «Crying in the Rain» (1990), «Butterfly, Butterfly» (2010)
- Adam and the Ants – «Antmusic» (1980)
- Bryan Adams – «Cuts Like a Knife» (1983), «This Time»(1983),«Run to You» (1984), «Heaven» (1985), «Summer of '69» (1985)
- Culture Club – «God Thank You Woman» (1986)
- David Bowie – «As the World Falls Down» (1986) «Underground» (1986)
- Def Leppard – «Let's Get Rocked» (1992)
- Dire Straits – «Money for Nothing» (1985), «Calling Elvis» (1990), «Heavy Fuel» (1991)
- Dolly Parton – «Potential New Boyfriend» (1983)
- Eddy Grant – «Electric Avenue» (1982), «I Don't Wanna Dance» (1982), «Living on the Front Line» (1983)
- Fleetwood Mac – «Hold Me» (1982)
- Fun Boy Three – «It Ain't What You Do....» (1982)
- Heaven 17 – «Penthouse and Pavement» (1981), «Let Me Go» (1982), «Temptation» (1983)
- The Human League – «Don't You Want Me» (1981), «Love Action» (1981), «(Keep Feeling) Fascination» (1983)
- The Jam – «Strangetown» (1978), «When You're Young» (1979), «Going Underground» (1979), «Dreams of Children» (1979)
- Joe Jackson – «Steppin' Out» (1982), «Real Men» (1982), «Breaking Us in Two» (1982)
- Level 42 - «Heaven in My Hands» (1988)
- Madonna – «Burning Up» (1983)
- Michael Jackson – «Billie Jean» (1983)
- Natalie Cole & Nat King Cole – «Unforgettable» (1991)
- Orchestral Manoeuvres in the Dark – «Maid of Orleans» (1982)
- Paul McCartney – «Pretty Little Head» (1986)
- Rod Stewart - «Baby Jane» (1983)
- Secret Affair – «Time for Action» (1979), «My World» (1980), «Sound of Confusion» (1980)
- Sheena Easton - «For Your Eyes Only» (1981), «Telephone» (1983)
- Simple Minds – «Promised You a Miracle» (1982)
- Skids - «Iona» (1981)
- Styx – «Haven't We Been Here Before» (1983)
- Supertramp – «Cannonball» (1985), «Better Days» (1986)
- Tears for Fears – «Pale Shelter» (1983)
- Toto – «Africa» (1982), «Rosanna» (1982), «Stranger in Town» (1984)
- ZZ Top – «Rough Boy»(1986), «Sleeping Bag» (1986)